# 倉岳町
倉岳町（くらたけまち）は、かつて熊本県の天草郡にあった町である。「海と緑の健康パーク倉岳」を町の標語に掲げていた。
2006年（平成18年）3月27日に本渡市、牛深市、天草郡御所浦町、有明町、栖本町、新和町、五和町、天草町、河浦町と合併し、天草市となった。かつての町域は天草市倉岳町となっている。

## 地理
天草上島の南部に位置した。
- 山：倉岳

## 歴史
- 1955年（昭和30年）7月1日 - 天草郡宮田村・棚底村・浦村が合体して倉岳村が誕生。
- 1960年（昭和35年）4月1日 - 倉岳村が町制施行し、倉岳町となる。
- 1972年（昭和47年）7月6日 - 昭和47年7月豪雨により土砂災害が発生。土石流などにより死者・行方不明者31人。家屋全壊40戸以上。被害の大きかった宮田西の原地区では家屋全壊20戸以上、集落のほとんどが被害を受けた[1]。
- 2006年（平成18年）3月27日 - 本渡市・牛深市・御所浦町・有明町・栖本町・新和町・五和町・天草町・河浦町と合併し、天草市となる。

## 行政
- 町長：稲津俊德（いなつ としのり）（2003年7月 - ）5期目

## 経済

### 産業
町の特産品は、ブラジル原産のサツマイモ「シモン芋」、鯛、真珠。

## 交流町
- 球磨郡多良木町（熊本県）

## 教育

### 小学校
以下の3校は2008年に統合し天草市立倉岳小学校が新設されたため廃校となった。
- 倉岳町立浦小学校
- 倉岳町立宮田小学校
- 倉岳町立棚底小学校

### 中学校
- 倉岳町立倉岳中学校

### 高等学校
2009年4月に高校の統廃合により、熊本県立天草高等学校の分校となった。
- 熊本県立倉岳高等学校

## 交通

### 鉄道路線
町内に鉄道路線はないが、産交バスで上天草市松島町もしくは天草市本渡を経由して、JR鹿児島本線熊本駅と三角線の三角駅あるいは網田駅に、航路で三角駅に出ることができる。

### 道路
一般国道
- 国道266号

県道
- 熊本県道59号有明倉岳線

### 路線バス
- 九州産業交通バス
  - 本渡バスセンター行き
  - 松島行き
  - 倉岳高校前行き
  - 浦学校前行き

### 航路
- 三角港（宇城市三角町） - 棚底港（倉岳町）
- 棚底港 - 本渡港（本渡市）
- 棚底港 - 八代港（八代市）

## 名所・旧跡・観光スポット・祭事・催事

### 名所・旧跡
- エビスビーチ
- 江岸寺

### 観光スポット
- えびす公園

### 祭事
- えびす祭り・えびすマラソン大会（1月10日に近い日曜日）
- 海開き釣り大会（6月初旬）
- 盆踊り（8月盆）（町内各地区）
- 倉岳大えびすタイ釣り選手権大会（8月下旬 - 9月上旬）
- ふるさと祭り（11月第4日曜日）